# Trompetenknoten
Der Trompetenknoten oder Trompetenstich ist ein Seilverkürzer. Eine Seilrolle kann teuer sein und sollte nicht abgeschnitten werden, nur weil nicht die ganze Länge gebraucht wird. Der Knoten kann  auch in eine Leine gelegt werden, ohne die Enden zu benutzen, was ihn ideal zum nachträglichen Verkürzen von bereits festgemachten Leinen macht.
Da der Knoten sich sowohl unter zu viel als auch unter zu wenig Last lösen kann, sollte er nicht benutzt werden.

## Knüpfen
Hergestellt wird er wie auf den Fotos abgebildet. Man legt drei Augen parallel nebeneinander und lässt sie an den Rändern überlappen.
Dann zieht man das mittlere Auge an jeder Seite durch das anliegende Auge.
Es entsteht ein Knoten, der entfernt einer Trompete ähnelt.

1. Drei Augen versetzt legen
2. Mittleres Auge durch die äußeren Augen ziehen
3. Fertige Seilverkürzung

## Abwandlungen
- Seilverkürzung mit 3 Augen Ashley # 161
- Seilverkürzung mit 4 Augen Ashley # 1165
- Seilverkürzung mit 5 Augen Ashley # 1166
- Fesselknoten Ashley # 1156

|  |  |  |

## Alternativen

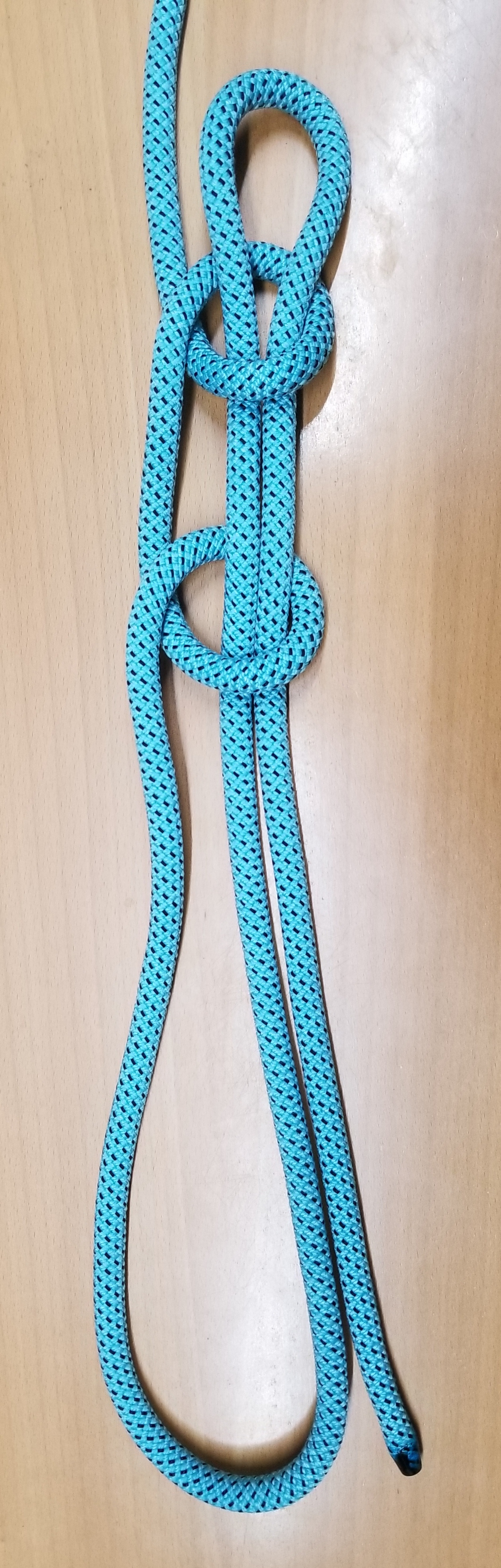
Glöcknerknoten mit zwei halben Schlägen. Dieser Knoten zieht sich aber unter Zug an beiden Enden auf.
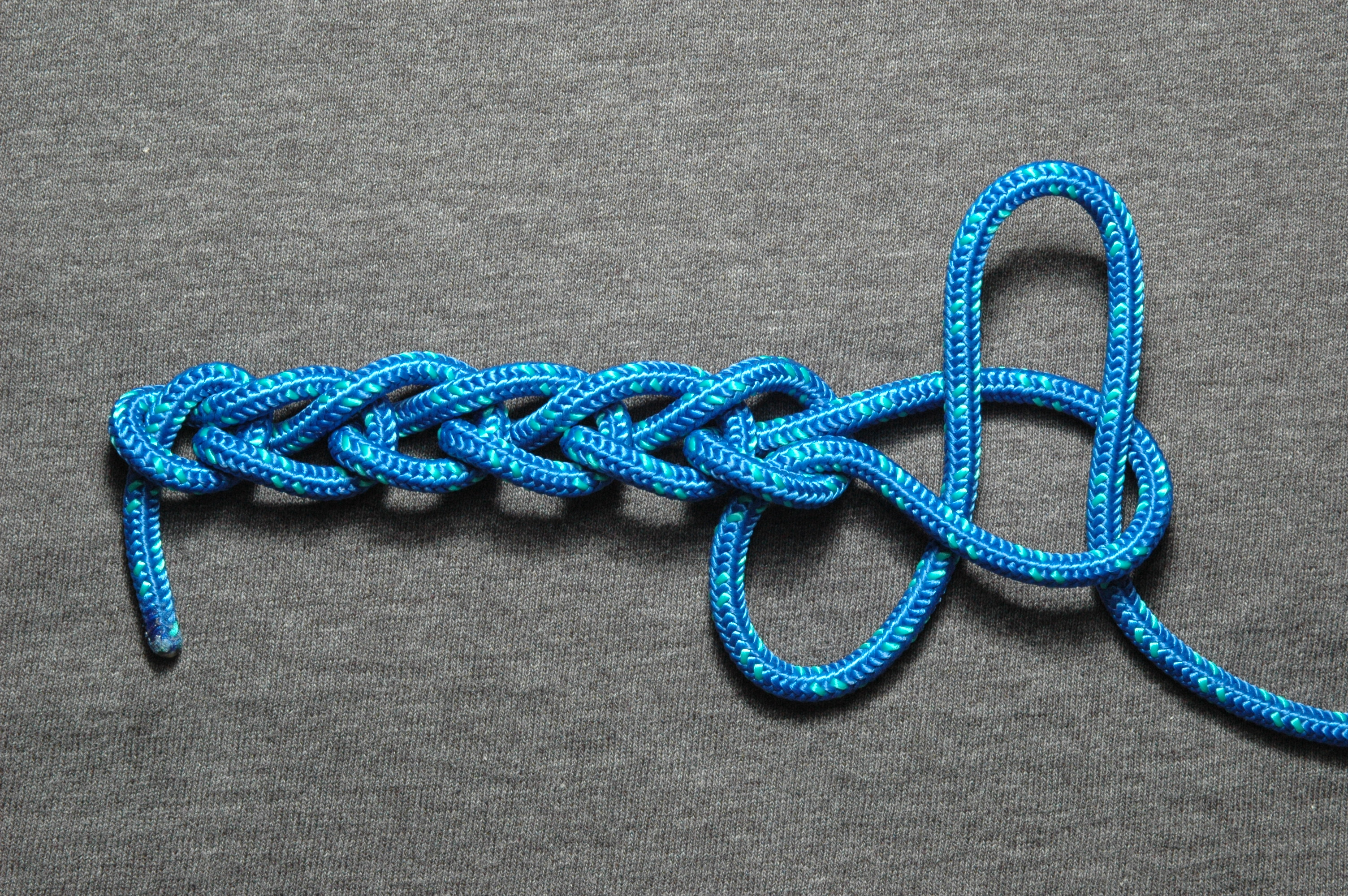
Kettenverkürzung als Seilverkürzer